# Veerle van der Most
Veerle van der Most (Den Helder, 28 juni 2004) is een voormalig Nederlands professioneel voetbalster die onder meer voor AZ uitkwam in de Vrouwen Eredivisie.

## Carrière
Van der Most speelde in de jeugd van JVC Julianadorp voordat ze op haar dertiende leeftijd in het talententeam van VV Alkmaar terechtkwam. Bij de Alkmaarders maakte zij op 17-jarige leeftijd in het seizoen 2021/22 haar debuut in het betaald voetbal in de competitiewedstrijd tegen AFC Ajax (1–4 verlies), waarin Van der Most ook direct wist te scoren. Na twee seizoenen maakte Van der Most de overstap naar het vrouwenelftal van AZ, waar zij een contract tekende tot medio 2025.. 
In het begin van het seizoen 2023/24 moest Van der Most het voornamelijk doen met invalbeurten, maar eind maart 2024 veroverde ze een vaste basisplaats. Op 12 november 2023 maakte zij in de competitiewedstrijd tegen Feyenoord (2–1 verlies) haar eerste en enige doelpunt voor AZ. Ondanks dat zij nog een profcontract had tot 2025, zat Van der Most wegens (tot dusver) onbekende redenen niet meer bij de selectie voor het seizoen 2024/25. Zij is anno 2025 werkzaam als verpleegkundige.

## Statistieken
| Seizoen | Club       | Land      | Competitie         | Wedstrijden | Doelpunten |
| ------- | ---------- | --------- | ------------------ | ----------- | ---------- |
| 2021/22 | VV Alkmaar | Nederland | Vrouwen Eredivisie | 18          | 3          |
| 2022/23 | VV Alkmaar | Nederland | Vrouwen Eredivisie | 20          | 2          |
| 2023/24 | AZ         | Nederland | Vrouwen Eredivisie | 19          | 1          |
| Totaal  | Totaal     | Totaal    | Totaal             | 57          | 6          |

Bijgewerkt op: 15 april 2025
2 Caprino ·
3 De Ridder ·
4 Woons ·
5 Mol ·
6 Colin ·
7 Van der Most ·
8 De Vette ·
9 Spaan ·
10 Van Lunteren ·
11 Kroese ·
12 Blom ·
13 Copier ·
14 Op de Weegh ·
15 Groot ·
16 Booms ·
17 Zijp ·
18 Boukakar ·
20 Van Bentum ·
21 Van Uden ·
22 Thomas ·
23 Stoop ·
Coach: De Vogel
· Keeperstrainer: Keizer